# Hymne an den heiligen Adalbert
Hymne an den heiligen Adalbert is een compositie van Krzysztof Penderecki uit 1997. Zoals de titel vertelt is het een hymne ter nagedachtenis van Adalbert van Praag, die op 23 april 997 zou zijn overleden nabij Gdańsk. Het werk werd geschreven op verzoek van de gemeente Gdańsk, die haar 1000-jarig bestaan vierde. Dit was ook de plek waar het werk op 18 oktober 1997 zijn première beleefde. De componist leidde het koor van het Krakau Filharmonisch Orkest en Sinfonia Varsovia. De hymne is geschreven in  de behoudende klassieke stijl van de Pool.
Alhoewel het werk refereert aan de historische gebeurtenis in Gdánsk, heeft Penderecki het werk in diverse Poolse steden uitgevoerd. Het is echter ook te horen geweest in Caracas, Venezuela (2009) en Yerevan, Armenië (2009).
Orkestratie:

Opvallend is het gemis aan dwarsfluiten en hobo’s:
- gemengd koor: sopranen, alten, tenoren en baritons (SATB)
- 3 klarinetten, 3 fagotten
- 4 hoorns, 3 trompetten, 4 trombones, 1 tuba
- 3 man/vrouw percussie
- 2 hoorns en 2 trompetten in de zaal